# Siegrun Seidel
Pour les articles homonymes, voir Seidel.
Siegrun Seidel, née Siegrun Einsle le 10 décembre 1958 à Zwenkau, est une femme politique allemande (CDU). De novembre 1991 à 2004, elle est membre du Landtag de Saxe. 

## Biographie
Seidel étudie au lycée polytechnique de la RDA et complète un apprentissage de sténographe de 1975 à 1977. De 1978 à 1981, elle étudie à l'école d'ingénieurs en gestion de l'énergie à Markkleeberg. De 1981 à 1985, elle travaille comme économiste divisionnaire à la centrale électrique de Lippendorf. De 1986 à 1990, elle est maire d'Audigast. 
Elle est mariée à Rolf Seidel, membre du Landtag, depuis 2003. Elle a deux enfants d'un précédent mariage. Elle est employée de la membre du Landtag et ministre d'État Christine Clauß.

## Politique
Seidel est membre du Parti paysan démocratique d'Allemagne depuis 1977, et après sa fusion avec la CDU, elle appartient également à ce parti. De 1990 à 1997, elle est membre de l'exécutif du district de la CDU à Borna et dans le pays de Leipzig. 
Depuis novembre 1991, elle est membre du Landtag de Saxe, dont elle est membre jusqu'à la fin de la troisième législature en 2004. Alors qu'elle est élu au Landtag en 1991 via la liste d'État, elle réussit en 1994 à entrer directement au parlement en représentant la 2e circonscription du Pays-de-Leipzig. Lors des élections nationales de 1999, elle est élue via la liste d'État. Elle est présidente du groupe de travail sur les pétitions du groupe parlementaire CDU, ainsi que présidente de la commission de la construction, du logement et des transports. 